# Chrissy Redden
Chrissy Redden (ur. 16 marca 1966 w Stoney Creek (obecnie Hamilton)) – kanadyjska kolarka górska i przełajowa, dwukrotna medalistka mistrzostw świata MTB.

## Kariera
Największy sukces w karierze Chrissy Redden osiągnęła w 2001 roku, kiedy wspólnie z Ryderem Hesjedalem, Rolandem Greenem i Adamem Coatesem zdobyła złoty medal w sztafecie podczas mistrzostw świata w Vail. Na rozgrywanych rok później igrzyskach Wspólnoty Narodów w Manchesterze zdobyła złoty medal w cross-country. Na mistrzostwach świata w Lugano w 2003 roku razem z Rolandem Greenem, Rickym Federau i Maxem Plaxtonem zdobyła brązowy medal w sztafecie. W 2000 roku brała udział w igrzyskach olimpijskich w Sydney, gdzie zajęła ósmą pozycję w tej samej konkurencji. Startowała także w kolarstwie przełajowym, zdobywając między innymi mistrzostwo Kanady w 2001 roku.